# Ōtoyo (Kōchi)
Ōtoyo (大豊町 Ōtoyo-chō?) es un pueblo localizado en la prefectura de Kōchi, Japón. En junio de 2019 tenía una población estimada de 3.321 habitantes y una densidad de población de 10,5 personas por km². Su área total es de 315,06 km².

## Geografía

### Localidades circundantes
- Prefectura de Kōchi
  - Kami
  - Motoyama
- Prefectura de Ehime
  - Shikokuchūō
- Prefectura de Tokushima
  - Miyoshi

## Demografía
Según los datos del censo japonés, esta es la población de Ōtoyo en los últimos años.
| 1995  | 2000  | 2005  | 2010  | 2015  |
| ----- | ----- | ----- | ----- | ----- |
| 6.979 | 6.378 | 5.492 | 4.719 | 3.962 |